# 8182 Akita
A 8182 Akita (ideiglenes jelöléssel 1992 TX) a Naprendszer kisbolygóövében található aszteroida. M. Yanai és Vatanabe Kazuró fedezte fel 1992. október 1-jén.